# Alan Wright
Alan Geoffrey Wright (* 28. September 1971 in Ashton-under-Lyne) ist ein ehemaliger englischer Fußballspieler und aktueller -trainer. Als klein gewachsener Außenverteidiger war er in mehr als zwei Jahrzehnten im englischen Fußball unterwegs. Er absolvierte 304 Premier-League-Partien, war für zwölf verschiedene Klubs aktiv und gewann 1996 mit Aston Villa den Ligapokal.

## Sportlicher Werdegang

### Blackpool & Blackburn (1988–95)
Wright wurde in jungen Jahren als ein großes Talent eingestuft und bereits als 16-Jähriger kam er im März 1988 beim Viertligisten FC Blackpool gegen den FC Chesterfield per Einwechslung zu seinem Ligadebüt in der ersten Mannschaft. Es dauerte nicht lange, bis er sich zu einem ernsthaften Anwärter auf einen Stammplatz entwickelte. Nur wenig größer als 1 Meter 60 überzeugte er dabei durch Schnelligkeit, Ballkontrolle und eine für sein junges Alter sehr abgeklärt wirkende Spielweise. Nach der Unterzeichnung des ersten Profivertrags 1989 war er eine Konstante in Blackpools Verteidigung auf der linken Seite. Dabei erreichten die „Seasiders“ zum Abschluss der Saison 1990/91 die Play-off-Spiele zum Aufstieg in die dritte Liga, verloren aber das Finale gegen Torquay United nach Elfmeterschießen. Wrights Darbietungen hatten sich mittlerweile auch zu den englischen Erst- und Zweitligisten herumgesprochen und so wechselte er im Oktober 1991 für eine Ablösesumme von 450.000 Pfund zu den Blackburn Rovers – er war dort die erste Verpflichtung des neuen Trainers Kenny Dalglish.
In Blackburn war er Teil der Mannschaft, die zum Ende der Saison 1991/92 den sechsten Ligaplatz erreichte und nach erfolgreichen Entscheidungsspielen gegen Derby County und Leicester City den Aufstieg in die 1992 neu geschaffene Premier League sicherstellte. Dort fand er sich nach anfänglichen Einsätzen und der Ankunft von Graeme Le Saux
aber häufig auf der Ersatzbank wieder. So war sein Beitrag auf Blackburns Weg zum Gewinn des englischen Ligatitels 1995 gering. Kurz vor der Meisterschaftsentscheidung war er für 900.000 Pfund zu Aston Villa weitergezogen und er hatte zuvor in nur fünf Ligapartien (davon viermal in der Startelf) auf dem Platz für Blackburn gestanden.

### Aston Villa (1995–2003)
Nach dem Weg vom Meisterschaftsanwärter zum Abstiegskandidaten verlief Wrights Einstand positiv und sowohl beim Klassenerhalt 1995 war Wright als auch für den anschließenden Höhenflug von Aston Villa in der Saison 1995/96 zeichnete er sich mitverantwortlich – dabei profitierte er von der Verletzung seines Konkurrenten Steve Staunton. Neben dem überraschenden vierten Platz in der Premier League gewann Aston Villa auch den Ligapokal und im Finale schlug Wright mit seinen Mannen Leeds United deutlich mit 3:0. In Anerkennung seiner Leistungen in diesem Jahr wurde er in die „Mannschaft des Jahres“ („PFA Team of the Year“) gewählt. Dazu hätte er es nach zwei Nominierungen in die englische Nationalmannschaft fast in den Kader für die Euro 1996 im eigenen Land geschafft, bevor ihm wie in Blackburn erneut Graeme Le Saux vorgezogen wurde. Auch nach Stauntons Rückkehr behielt Wright seinen Platz in der Mannschaft, wobei er als „Wingback“ auf der Halbposition zwischen Abwehr und Mittelfeld agierte, dabei gut mit dem vor ihm platzierten Dwight Yorke harmonierte und Staunton dafür etwas nach innen einrückte (zumeist blieb dafür der Innenverteidiger Paul McGrath außen vor).
Trotz eines schwachen Starts in die Saison 1997/98 mit nur sieben Siegen aus den ersten 23 Ligaspielen, führte Wright Aston Villa noch auf den siebten Platz, der erneut zur Teilnahme am UEFA-Pokal berechtigte. In der folgenden Saison 1998/99 absolvierte er als einziger Spieler seiner Mannschaft alle Spiele und nachdem Aston Villa lange Zeit um die vordersten Plätze mitgespielt hatte, rutschte das Team am Ende noch auf den sechsten Platz ab. Seine Serie von 97 Premier-League-Einsätzen endete im September 1999 aufgrund einer Bauchmuskelverletzung und da sein Vertreter Gareth Barry überzeugte, musste Wright bis Oktober warten, bevor eine Blessur bei Ugo Ehiogu seine Rückkehr ermöglichte. Im Mai 2000 stand er in der Finalelf, die im FA Cup gegen den FC Chelsea mit 0:1 unterlag. Nach einem Systemwechsel von 3-5-2 zur 4-4-2-Taktik unter Trainer John Gregory kehrte Wright dann in der Saison 2000/01 zunächst wieder in seine konventionelle Linksverteidigerposition in der Viererkette zurück und in den nun folgenden beiden Jahren geriet er unter Druck, als ihm der junge Jlloyd Samuel erfolgreich auf seiner Position Konkurrenz machte und auch Barry einen Platz auf der linken Seite reklamierte.

### Bis zum Karriereende (2003–11)
Wright wechselte im August 2003 ablösefrei zum Erstligakonkurrenten FC Middlesbrough. Im Team von Steve McClaren sollte er in erster Linie als Ergänzungsspieler dienen und er kam letztlich auch nur in zwei Ligapartien zum Zuge. Stattdessen ging es bereits im Oktober 2003 zum Zweitligisten Sheffield United – zunächst nur auf Leihbasis und im Januar 2004 „fix“ – und bei den „Blades“ agierte er gleichsam in der Abwehr und im Mittelfeld. Nach diesem vielversprechenden Neustart verletzte er sich dann zu Beginn der Saison 2004/05. Er kehrte zwar im Januar 2005 ins Team zurück, aber bereits bei seinem zweiten Einsatz nach dem „Comeback“ riss er sich das Kreuzband. Nach seiner Genesung blieb ihm zumeist in Sheffield nur noch die Ersatzrolle und im Februar 2006 ging es für ihn leihweise zu Derby County. Dort bestritt er bis zu einer weiteren Oberschenkelverletzung sieben Ligabegegnungen. Wright kehrte anschließend nach Sheffield zurück, wo man ihn jedoch „aussortierte“ auf die Transferliste setzte. Da sich jedoch erst einmal kein Kaufinteressent fand, kam es zu einer Reihe von Engagements im Rahmen von Leihgeschäften und so ging es für Wright nacheinander zu Leeds United, Cardiff City, den Doncaster Rovers zuletzt zu Nottingham Forest.
In den ersten beiden Monaten der Saison 2007/08 war Wright vereinslos und er trainierte in der Jugend seines Ex-Klubs aus Sheffield mit. Keith Downing von Cheltenham Town bot ihm dann eine Chance, sich zunächst ohne Vertrag zu empfehlen. Wright ergriff diese und nach konstant guten Leistungen wurde ihm ein fester Kontrakt angeboten. Er wurde zum Stammspieler, bevor ihn eine Knöchelverletzung für die letzten drei Partien außer Gefecht setzte. Sein Vertrag endete im Sommer 2009, nachdem er dem Klub weiter auf verschiedenen Abwehrpositionen gedient hatte und zuletzt nach einer Wadenverletzung durch Yuri Berchiche ersetzt worden war. In den folgenden beiden Jahren ließ Wright seine Karriere bei Fleetwood Town ausklingen, wobei dem Klub im Jahr 2010 der Aufstieg aus der sechsten Liga in die Conference National gelang.

### Traineraktivitäten
Wright sammelte Erfahrungen in den Trainerstäben des FC Blackpool, Fleetwood Town und Northwich Victoria, bevor er im Mai 2013 beim Fünftligisten FC Southport seine erste Stelle als Cheftrainer antrat. Das Engagement dauerte jedoch nur wenig länger als ein halbes Jahr an und in 24 Partien unter seiner Regie gewann Southport lediglich sieben Mal.

## Titel/Auszeichnungen
- Englischer Ligapokal (1): 1996
- PFA Team of the Year (1): 1995/96